# Franciszek Niemiec
Franciszek Niemiec (ur. 3 marca 1950 w Gorlicach) – polski koszykarz, policjant, olimpijczyk z Monachium 1972.
Zawodnik klubu Resovii Rzeszów, z którym w roku 1975 zdobył jedyny w historii klubu tytuł mistrza Polski. W barwach Resovii zdobył Puchar Polski edycji 1973/1974 i został wybrany najlepszym rozgrywającym turnieju finałowego.
W reprezentacji Polski rozegrał 87 spotkań zdobywając 341 punktów. 
Uczestnik mistrzostw Europy w roku 1975, podczas których Polska drużyna zajęła 8. miejsce.
Na igrzyskach olimpijskich w Monachium w 1972 był członkiem drużyny, która zajęła 10. miejsce.

## Wyróżnienie
- Wpis do „Księgi zasłużonych dla województwa rzeszowskiego” (1979)[2]